# Shili, Hubei
Shili är en sockenhuvudort i Kina. Den ligger i provinsen Hubei, i den centrala delen av landet, omkring 120 kilometer norr om provinshuvudstaden Wuhan. Antalet invånare är 46 666. Befolkningen består av 22 963 kvinnor och 23 703 män. Barn under 15 år utgör 14,0 %, vuxna 15-64 år 76 %, och äldre över 65 år 9,0 %.
Runt Shili är det tätbefolkat, med 356 invånare per kvadratkilometer. Närmaste större samhälle är Guangshui, 11,1 km öster om Shili. Trakten runt Shili består till största delen av jordbruksmark.
Genomsnittlig årsnederbörd är 1 211 millimeter. Den regnigaste månaden är augusti, med i genomsnitt 187 mm nederbörd, och den torraste är december, med 12 mm nederbörd.